# Anna Eliza Jenkins
Pour les articles homonymes, voir Jenkins.
Anna Eliza Jenkins est une mycologue américaine, née le 10 septembre 1886 près de Walton et morte le 26 novembre 1972 dans le même lieu.
Elle est une spécialiste reconnue de phytopathologie, notamment des champignons responsables des anthracnoses ponctuelles, dont le genre Elsinoe et ses anamorphes, du genre sphaceloma.

## Biographie

### Enfance et formation
Née dans une ferme à Mountain Hill près de Walton, dans l'État de New York, Anna Jenkins est scolarisée dans une école de campagne à classe unique. Elle intègre ensuite la Walton High School, dont elle sort diplômée en 1907. Elle quitte la résidence familiale pour étudier à l'université Cornell à Ithaca, où elle est influencée et encouragée par des mycologues tels Herbert Hice Whetzel (en), Harry Morton Fitzpatrick (en) et Louis Melville Massey. Elle obtient son baccalauréat en sciences en 1911 et sa maîtrise l'année suivante. Un doctorat suit plus tard, en 1927, après des études complémentaires à l'université George-Washington et des travaux de troisième cycle à Cornell.

### Carrière
Anna Jenkins commence à travailler pour le ministère de l'Agriculture des États-Unis (USDA) en 1912 et y passe la majeure partie de sa carrière. Ses premières recherches portent sur la taxonomie et le cycle de vie de champignons nouvellement décrits, peu connus et d'importance économique, de même que sur la quarantaine phytosanitaire. Plus tard, elle se spécialise dans l'étude de champignons spécifiques causant des maladies chez les plantes, comme le Sclerotinia du mûrier, le Botryosphaeria marconii (en) sur le chanvre, l'Elsinoe phaseoli sur les haricots de Lima, et deux pathogènes des roses: le Cryptosporella umbrina (en) et le Elsinoë rosarum (en). Elle est l'autrice d'études systématiques sur le genre Sphaceloma et ses téléomorphes du genre Elsinoë en partenariat avec la Brésilienne Agesilau A Bitancourt,,.
Elle travaille sur les programmes américains hors USA  (US foreign programs) jusqu'à la fin des années 1950. Elle se retire des services gouvernementaux en 1959 puis rejoint le laboratoire de Mycologie de l'USDA à Beltsville jusqu'en 1970 tout en continuant de travailler sur les Elsinoë et collaborant avec Bitancourt.

## Œuvres
- (en) Anna Jenkins et James G. Horsfall (en), « A Comparison of Two Species of Plectodiscella », Mycologia, vol. 21, no 1,‎ 1929, p. 44–51 (DOI 10.2307/3753857, JSTOR 3753857).
- (en) Anna Jenkins et A. A. Bitancourt, « Revised Descriptions of the Genera Elsinoë and Sphaceloma », Mycologia, vol. 33, no 3,‎ 1941, p. 338–40 (DOI 10.2307/3754772, JSTOR 3754772)

## Prix, distinctions et affiliations
Anna Jenkins devient membre correspondant de l'Académie brésilienne des sciences en 1956 et reçoit la médaille du mérite de Dom João VI en 1959. Les taxons fongiques nommés en son honneur comprennent Stilbocrea jenkiana, Sphaceloma annajenkinsii et Annajenkinsia.